# ترينتجيه أوسترهويس
جوديث كاترينتجيه «ترينتجيه» أوسترهويس (من مواليد 5 فبراير 1973) مغنية وكاتبة أغاني هولندية شكلت فرقة توتال تاتش في عام 1990 مع شقيقها تيرد أوسترهويس قبل أن تبدأ كمغنية منفردة، مثلت بلدها هولندا في مسابقة الأغنية الأوروبية 2015 بأغنية "Walk Along"، حيث احتلت المركز الرابع عشر في نصف النهائي الأول برصيد 33 نقطة وفازت بجائزة باربرا ديكس للعام.

## روابط خارجية
- Trijntje Oosterhuis (الموقع الرسمي)
- Trijntje Oosterhuis نسخة محفوظة 18 فبراير 2012 على موقع واي باك مشين. في إي إم آي